# Malamute-do-alasca
Malamute-do-alaska[Nota] (em inglês:  Alaskan Malamute) é uma raça de cães oriunda do Alasca, nos Estados Unidos. Considerada antiga, tem sua origem imprecisa, embora saiba-se que foram desenvolvidos pelos indígenas do Alasca para o trabalho. Criado para puxar trenós e auxiliar na caça, foi nomeado em homenagem ao povo que primeiramente desenvolveu estes caninos, os Mahlemuts. Resistentes e fortes, foram peças fundamentais para os colonizadores da região durante o período da corrida do ouro.

## Características
Fisicamente, estes animais podem chegar a medir de 58 a 64 cm na cernelha e pesar entre 34 e 38 kg. A pelagem, densa e com subpelo, é considerada macia e rústica, embora não seja longa. 
Os malamutes-do-alasca são  uma raça de grande porte usados como cães de trenó para viagens pessoais, transportar mercadorias, ajudar a mover objetos, ou trenó como lazer. No entanto a maioria é composta de animais de estimação da família ou cães de exposição. Malamutes são geralmente lentos em corridas de longa distância. Sua utilidade é bastante limitada para fazer viagens rápidas.
Seu temperamento é classificado como amistoso e afetivo, bem como companheiro, brincalhão e por vezes, maduro.

## Aparência

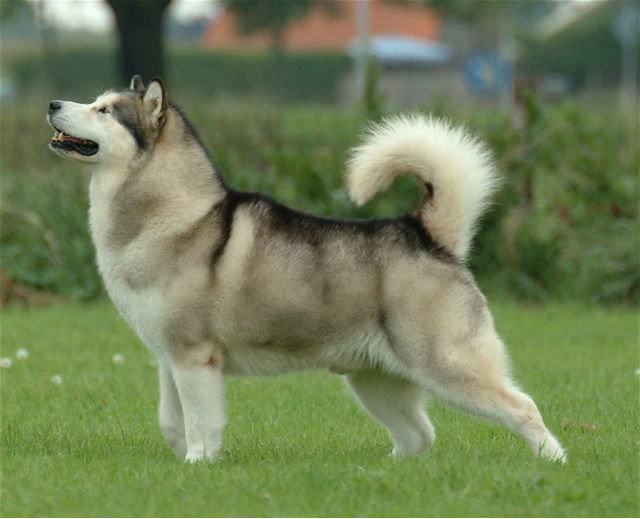
Malamute do Alasca

O malamute-do-alasca tem uma segunda camada de pelo. É oleosa e tem duas polegadas de espessura. Sua pelagem exterior é espessa, mas tem pouco mais de uma polegada de comprimento. As orelhas são pequenas em proporção à cabeça e fica ereta e firme quando está em alerta. É um cão pesado e com uma natureza formidável em relação ao Husky siberiano, seu parente próximo, que foi criado para ser veloz. O malamute-do-alasca foi criado para força e resistência, que é o padrão da raça. Uma de suas características notáveis é a profundidade do peito, que equivale à metade da altura do animal (medida até a cernelha). Em conjunto com a larga ossatura das patas, denota-se a força incomum e o tremendo poder de propulsão desses cães.
As cores mais comuns são várias tonalidades de cinza, branco e preto. Há grande variedade de manchas na raça, incluindo manchas na face, nuca ou pescoço. A única cor sólida (onde o exemplar apresenta toda a pelagem em uma única cor) permitida é o branco. Branco é sempre a cor predominante na parte inferior do corpo, parte das pernas, patas e parte das marcações da face. Uma mancha branca na testa e/ou um colar, ou uma mancha na nuca é atrativo e aceitável. O malamute é mantado. Cores irregulares ou salpicos que se estendam sobre o corpo são indesejáveis. As cores de seus olhos são várias tonalidades de castanho, no entanto a cor castanho-escuro (frequentemente identificado como preto) é bastante comum. As tonalidades mais escuras são mais desejáveis. Não são permitidas quaisquer outras matizes, como verde ou azul, por exemplo. Olhos azuis configura falta desqualificante.  O formato das orelhas é triangular, com as pontas sutilmente arredondadas. Inseridas bem separadas nos bordos posteriores externos do crânio, diferentemente dos huskies siberianos, que apresentam orelhas inseridas mais ao topo do crânio com separação proporcionalmente menor. A constituição física do malamute do alaska é forte, com patas perfeitas para andar na neve.  

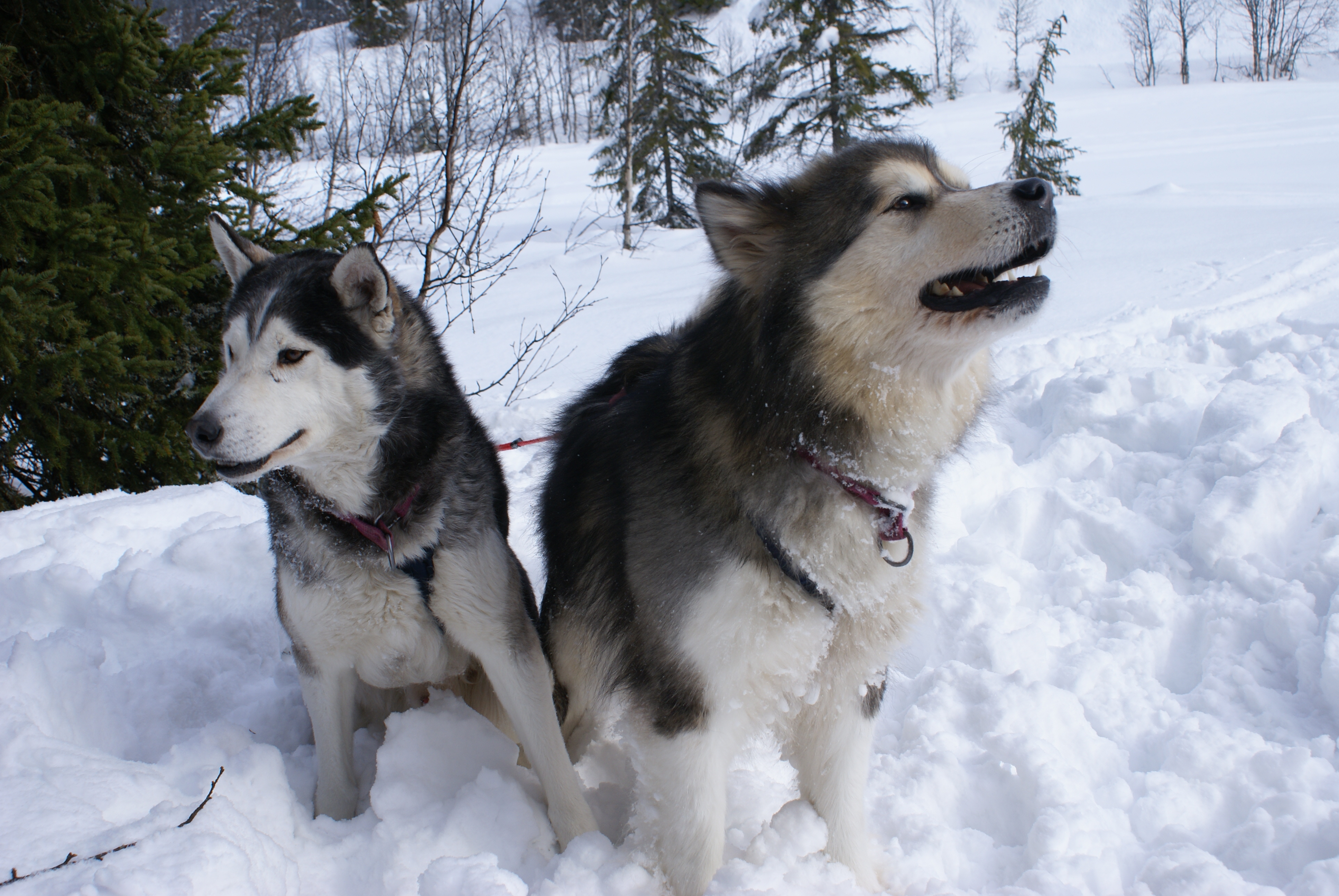
Husky siberiano, à esquerda; e malamute-do-alasca, à direita

A cauda peluda dos Malamutes os ajuda a mantê-los aquecidos, quando eles deitam na neve. São muitas vezes vistos colocando a cauda no nariz e no rosto, que supostamente ajuda a proteger o rosto da nevasca. As orelhas geralmente tem uma forma vertical, com o formato de cunha e são pequenas em proporção ao crânio. O focinho é longo e largo, ligeiramente afinado do crânio até o nariz. Nariz, gengiva e a pigmentação da borda dos olhos são pretos, mas alguns exemplares apresentam um tom rosado que pode escurecer ou clarear com o tempo, sendo aceitável somente nos cães vermelhos.

## Saúde
O malamute-do-alasca é uma raça certamente bastante saudável, e embora não seja propenso a doenças, as mais comuns que costumam afetar a raça são:
- Displasia do quadril
- Choques térmicos sob temperaturas muito elevadas
- Insuficiência renal
- Hemeralopia[5]